# Julian Buchta
Julian Buchta (* 11. Juli 2000 in Mödling) ist ein österreichischer Fußballspieler.

## Karriere

### Verein
Buchta begann seine Karriere beim SC Brunn am Gebirge. Im Jänner 2013 wechselte er in die Jugend des FC Admira Wacker Mödling, bei dem er ab der Saison 2014/15 auch in der Akademie spielte. Im September 2017 debütierte er gegen den ASK-BSC Bruck/Leitha für die Amateure der Admira in der Regionalliga. In der Saison 2017/18 kam er zu 14 Einsätzen in der dritthöchsten Spielklasse. In der Saison 2018/19 absolvierte er 17 Regionalligaspiele, in der abgebrochenen Spielzeit 2019/20 kam er zu elf Einsätzen.
Zur Saison 2020/21 rückte Buchta in den Profikader der Admira. Sein Debüt für die Profis in der Bundesliga gab er im September 2020, als er am ersten Spieltag jener Saison gegen den SK Rapid Wien in der 83. Minute für Tomislav Tomić eingewechselt wurde. Bis Saisonende kam er zu zwei Bundesligaeinsätzen für die Admira. In der Saison 2021/22 spielte er in der Hinrunde wieder ausschließlich für die Amateure. Daraufhin wurde er im Februar 2022 an den Zweitligisten FC Wacker Innsbruck verliehen. Während der Leihe kam er zu vier Einsätzen in der 2. Liga für Wacker. Zur Saison 2022/23 kehrte er zur mittlerweile nur noch zweitklassigen Admira zurück. Für diese kam er bis zur Winterpause zu zwölf Zweitligaeinsätzen.
Im Februar 2023 verließ Buchta die Admira dann endgültig und wechselte zum Regionalligisten SV Stripfing. Für Stripfing spielte er aber nur viermal in der Regionalliga. Am Ende der Saison 2022/23 stieg er mit dem Klub in die 2. Liga auf. Den Aufstieg machte er aber nicht mit, er blieb in der Ostliga und wechselte zur Saison 2023/24 zum FC Marchfeld Donauauen.

### Nationalmannschaft
Buchta spielte im November 2014 erstmals für eine österreichische Jugendnationalauswahl. Zwischen Oktober 2016 und Februar 2017 kam er zu zwei Einsätzen für die U-17-Mannschaft. Von Februar 2018 bis März 2018 spielte er drei Mal für die U-18-Auswahl. Im August 2018 debütierte er gegen Zypern für das U-19-Team.
Im Oktober 2021 kam er gegen Estland erstmals in der U-21-Auswahl zum Einsatz.